# Frederik Ludvig Storch

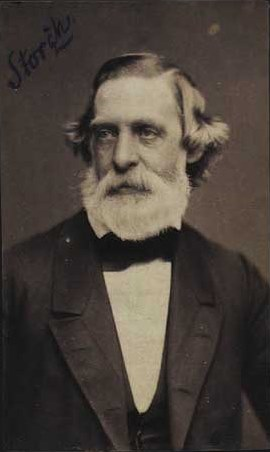
Frederik Ludvig Storch, Foto von Peter Most, 1870er Jahre

Frederik Ludvig Storch, auch Fredrich Ludvig Storch oder Friedrich Ludwig Storch (* 21. Juli 1805 in Kjerte auf Fünen, Dänemark; † 2. September 1883 in Kopenhagen), war ein dänischer Historien-, Landschafts-, Genre- und Porträtmaler.

## Leben

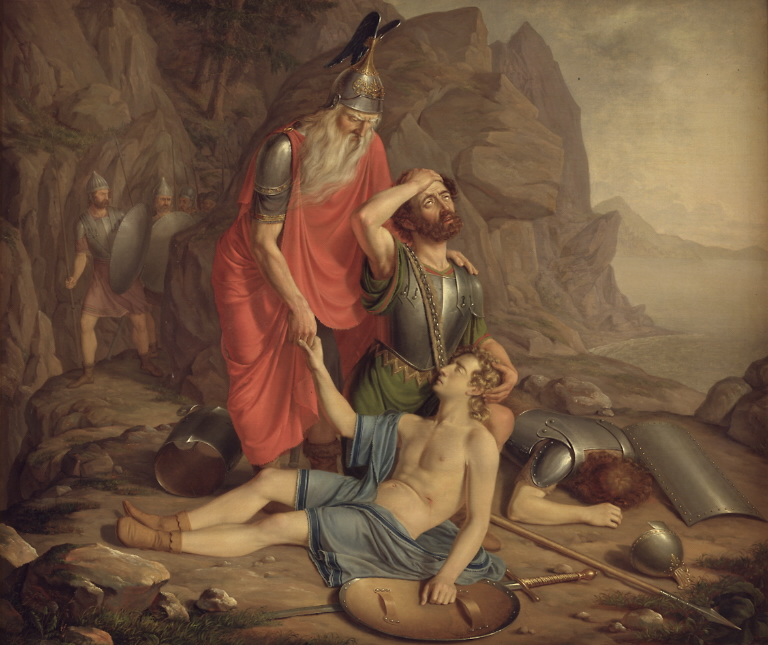
Oscars Tod, Statens Museum for Kunst, 1828

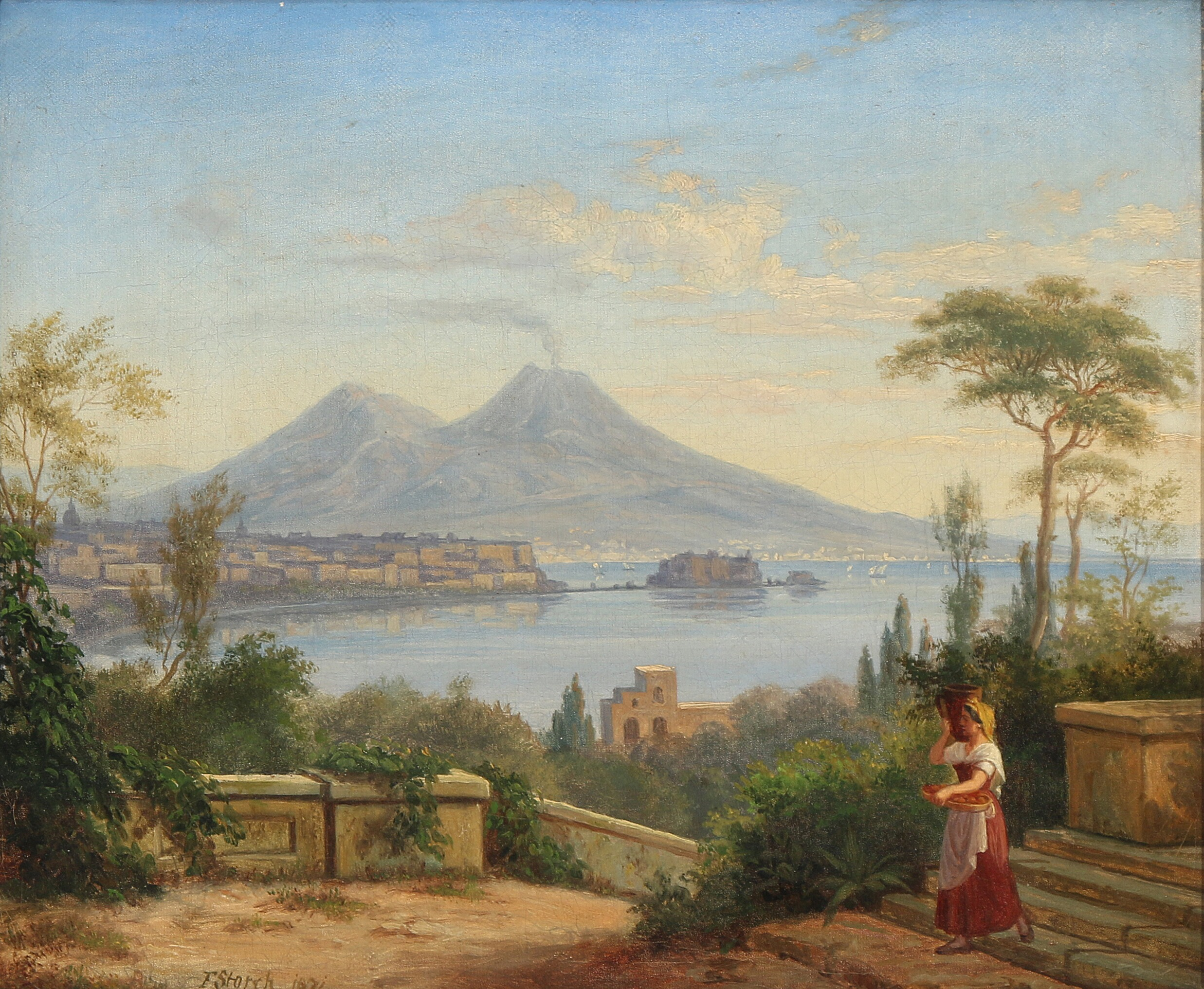
Ansicht des Golfs von Neapel und des Vesuvs, 1871

Storch, Sohn des Kjerter Pfarrers Hannibal Samuel Storch (1775–1817) und dessen Ehefrau Eleonore Christine, geborene Kamp (1772–1849), studierte an der Universität Kopenhagen und begann 1823 eine Ausbildung in Theologie, die er 1830 mit der Reife zum Priesteramt, das er jedoch nie antrat, abschloss. Von früh auf künstlerischen Neigungen und dem Zeichnen zugewandt studierte er parallel an der Königlich Dänischen Kunstakademie Malerei. 1828 debütierte er auf der Jahresausstellung in Schloss Charlottenborg mit dem Historienbild Oscars Død (Oscars Tod). Zu Storchs Künstlerfreunden dieser Zeit gehörten Wilhelm Bendz und Albert Küchler.
Mit seiner Cousine Gjertrudmine Claudine Kamp (1811–1881), die er am 20. März 1832 in Balslev geheiratet hatte, reiste er 1832 nach Dresden, wo er im gleichen Jahr ein Porträt des Malers Johan Christian Clausen Dahl schuf und 1833 der Sohn Oscar Paolo Samuel geboren wurde, der später ein Mediziner werden sollte. 1834 kam die Tochter Marie Eleonore zur Welt. Von 1835 bis 1844 lebte Storch mit seiner Familie unter deutschen und dänischen Künstlern in München. Dort wurde 1839 die Tochter Anna Emilie Theodora geboren. Im damaligen Vorort Schwabing bildete Storchs Wohnung den Mittelpunkt einer kleinen Kolonie dänischer Künstler, die „Europäer“ genannt, zu der auch Christian Andreas Schleisner, Christian Holm und Niels Simonsen gehörten. Als der dänische Bildhauer Bertel Thorvaldsen im Sommer 1841 München auf einer Durchreise nach Italien verließ, richteten sie ihm ein Abschiedsfest aus. In München gehörte Storch auch dem Kunstverein an.
Der dänische König Christian VIII., dem er 1843 das Gemälde Venus von den Grazien und Amorinen geschmückt gemalt hatte, finanzierte ihm eine Studienreise nach Italien. Von 1844 bis 1845 lebte Storch in Rom, wo er am 2. Mai 1844 am „Cervarofest“ der Ponte-Molle-Gesellschaft teilnahm. Danach lebte die Familie mindestens bis 1851 wieder in München. 1849 besuchte Storch Paris. Spätestens 1852 kehrte er mit seiner Familie nach Kopenhagen zurück. Dort wurde er Mitglied der Kunstakademie und führte vor allem Porträtaufträge aus. 1852 schuf er ein Bildnis des Dichters Hans Christian Andersen, 1855 malte er den dänischen König Friedrich VII. Als angesehener Künstler gehörte er zum ständigen Auswahlkomitee der Charlottenborger Ausstellungen. Von 1857 bis 1860 diente er im Vorstand der Kunstforeningen, des Kopenhagener Kunstvereins. 1867 porträtierte er den dänischen König Christian IX.